# Gérard Blanchard (cantante)
Gérard Blanchard (Tours, Francia, 7 de febrero de 1953) es un cantautor y acordeonista francés. Es recordado por ser uno de los primeros artistas en incorporar el acordeón para tocar rock (rockaccordéon, como él mismo lo bautizó), destacando su exitoso sencillo «Rock Amadour», que vendió 1,7 millones de copias en 1981.

## Biografía
Blanchard nació en Tours pero creció en Saint-Pierre-des-Corps, a las afueras de la prefectura del departamento de Indre y Loira. Aprendió a tocar el acordeón desde niño y a temprana edad empezó a interesarse en el glam rock, siendo vocalista e instrumentista de las bandas Roxy Musette y Starshooter, antes de dar el salto a una carrera en solitario a principios de la década de los 80.
En 1981, lanzó su primer álbum Troglo dancing, lleno de dobles sentidos y calambures, siguiendo la tradición de Boby Lapointe y Serge Gainsbourg. El álbum cosechó gran éxito en parte gracias al sencillo «Rock Amadour», cuyo título es un juego de palabras entre la palabra rock y la ciudad francesa de Rocamadour. La fotografía de la portada del disco fue obra del artista Jean-Baptiste Mondino. Sin embargo, su vida llena de excesos lo alejaron rápidamente de la fama, siendo desde entonces un habitual en festivales de música y emisiones de carácter regional.

## Discografía

### Álbumes de estudio
- 1981 : Troglo Dancing (Barclay)
- 1983 : Matinée et soirée (Barclay)
- 1984 : Version Pauvre du Lac des Cygnes (Barclay)
- 1987 : Amour de Voyou (Barclay)
- 1989 : Moteur la Vie (Barclay)
- 1991 : Clochard Milliardaire (EMI France)
- 1994 : Branle Poumons (Disques Dreyfus)
- 1998 : Taciturne Cromagnon (Musidisc)
- 2002 : Migraine Du Moineau (Disques Dreyfus)
- 2011 : La Peau du Cancre (autoproducido)
- 2011 : Chante G. Brassens (autoproducido)

### Álbumes en vivo
- 1997 : S'La Joue Solo (Disques Dreyfus)

### Álbumes recopilatorios
- 1991 : Master Serie
- 2003 : CD Story
- 2013 : Pack Troglo Dancing, Version Pauvre du Lac des Cygnes, Amour de Voyou y Moteur la Vie